# Бенджамін Маккензі
Бе́нжамін Макке́нзі (англ. Benjamin McKenzie; нар. 12 вересня 1978, Остін, Техас) — американський актор. Відомий ролями Раяна Етвуда у серіалі «Чужа сім'я», Бена Шермана у серіалі «Південна територія» та Джеймса Гордона у серіалі «Ґотем».

## Життєпис
Бенджамін Маккензі Шенккан народився 12 вересня 1978 року в місті Остін (Техас) у сім'ї юриста Піта Шенккана та його дружини-поетеси Френсіс. Дядько Бенджаміна, драматург і актор Роберт Шенккан, є лауреатом Пулітцерівської премії. Після закінчення школи 1997 року Бенджамін вступив на факультет міжнародних відносин і економіки Вірджинського університету, де навчалися його батько й дід. Під час навчання в університеті Шенккан почав грати в студентських театральних постановках. 2001 року переїхав до Нью-Йорка, щоби стати актором. Грав у небродвейському театрі в постановці «Життя — це мрія», паралельно підробляючи офіціантом. Улітку зіграв у кількох постановках у рамках Вільямстаунського театрального фестивалю.
Після нетривалого перебування в Нью-Йорку, Бен Шенккан переїхав до Лос-Анджелеса. Мусив використовувати сценічне ім'я Бенджамін Маккензі, оскільки у Гільдії кіноакторів уже був зареєстрований інший Бенджамін Шенккан. 2003 року Маккензі отримав одну з головних ролей у молодіжному телесеріалі «Чужа сім'я» телеканалу Fox, де зіграв Райана Етвуда, юнака з бідного району, що занурюється в життя еліти округу Орандж. Завдяки цій ролі Маккензі вмить здобув широку популярність і був двічі, в 2004 і 2005 роках, номінований на премію Teen Choice Award як «найкращий актор драматичного серіалу».
2005 року Маккензі дебютував у великому кіно, знявшись у незалежній драмі «Червневий жук». 2007 року зіграв невелику роль у трилері «88 хвилин» із Аль Пачіно в головній ролі, а з 2009 по 2013 роки входив до головного акторського складу телевізійного серіалу «Саутленд», де грав роль молодого поліцейського Бена Шермана. З 2014 року знімається у телесеріалі «Ґотем», де виконує роль детектива Джеймса Гордона.

## Особисте життя
Зустрічався з акторкою і колегою по серіалу «Чужа сім'я» Мішою Бартон.
З березня 2015 року живе у цивільному шлюбі з партнеркою по серіалу «Ґотем» Мореною Баккарін. 2 березня 2016 року у них народилася спільна дитина, яку назвали Френсіс Лайз Сетта Шенккан. У листопаді 2016 року пара оголосила про заручини. 2 червня 2017 року вони одружилися у Бостоні. У березні 2021 року Баккарін та Маккензі повідомили про народження сина.

## Вибрана фільмографія
| Рік   | Назва                        | Оригінальна назва                   | Роль                            | Примітки        |
| ----- | ---------------------------- | ----------------------------------- | ------------------------------- | --------------- |
| 2005  | Червневий жук                | Junebug                             | Джонні                          |                 |
| 2007  | 88 хвилин                    | 88 Minutes                          | Майк Стемп                      |                 |
| 2008  | Кожен понеділок має значення | Every Monday Matters                | Себе                            | Документалка    |
| 2008  | Джонні взяв рушницю          | Johnny Got His Gun                  | Джо Бонем                       |                 |
| 20089 | Вісім відсотків              | The Eight Percent                   | Джон Келлер                     | Короткометражка |
| 2011  | Бетмен: Рік перший           | Batman: Year One                    | Бетмен / Брюс Вейн\|озвучування | Мультфільм      |
| 2011  |                              | The Blisters: How Three Became Four | Дейв                            | Короткометражка |
| 2012  | Тисяча гріхів                | Adventures in the Sin Bin           | Майкл                           |                 |
| 2012  | Розшифровка Енні Паркер      | Decoding Annie Parker               | Том                             |                 |
| 2013  | Бувай, світ                  | Goodbye World                       | Нік Рендуорт                    |                 |
| 2014  | Як кохатися по-англійськи    | Some Kind of Beautiful              | Браян                           |                 |

| Рік       | Назва              | Оригінальна назва | Роль              | Примітки     |
| --------- | ------------------ | ----------------- | ----------------- | ------------ |
| 2002      | Округ Колумбія     | The District      | Тім Раскін        | 1 епізод     |
| 2003      | JAG (TV series)    | JAG (TV series)   | Старшина Спенсер  | 1 серія      |
| 2003      | Чужа сім'я         | The O.C.          | Райан Етвуд       | 92 епізод    |
| 2004      | Шалене телебачення | MADtv             | Райан Етвуд       | 1 епізод     |
| 2003-2004 | Південна територія | Southland         | Офіцер Бен Шерман | Головна роль |
| 2014-2019 | Ґотем              | Gotham            | Джеймс Ґордон     | Головна роль |

## Виноски
1. ↑  Slate / J. Turner — NYC: 1996.
2. 1 2  NNDB — 2002.
3. ↑  People — Dotdash Meredith, 1974. — ISSN 0093-7673; 2169-2157; 0093-7673
4. ↑  Dana Harris, Jill Feiwell. (30 жовтня 2003). Benjamin McKenzie (англ.). Variety. Архів оригіналу за 9 березня 2012. Процитовано 24 січня 2012.
5. 1 2  Benjamin McKenzie Biography (англ.). Yahoo! Movies. Архів оригіналу за 9 березня 2012. Процитовано 24 січня 2012.
6. ↑  Ben McKenzie Biography (англ.). Tribute.ca. Архів оригіналу за 9 березня 2012. Процитовано 24 січня 2012.